# أحمد فرح عقيلان
أحمد فرح عقيلان (1924 - 1997)، هو شاعر وكاتب سعودي من أصل فلسطيني ،من مواليد قرية الفالوجة في فلسطين عام 1924م، وتخرج من الكلية العربية بالقدس عام 1924م،وعمل بالتدريس في مدارس فلسطين حتى سافر إلى السعودية عام 1957م وعمل في مدارسها ومعاهدها، ثم حصل على الجنسية السعودية، وعمل مستشارا ثقافيا في الرئاسة العامة لرعاية الشباب (الهيئة العامة للرياضة حاليا)، وعمل داعية وقدم برنامجا إذاعياً «في تفسير القرآن. وكان عضواً في رابطة الأدب الإسلامي العالمية، وهو من الأعضاء المؤسسين للرابطة .
وله دواوين مطبوعة، وقد أثار كتابه (جناية الشعر الحر الذي صدر عام 1982م عاصفة عاتية روج لها دعاة الحداثة والتغريب الذين هاجموا الشيخ بعنف،وإن لم يتمكن أي منهم من الرد المنطقي على ما جاء في كتابه من حقائق.

## من مؤلفاته
- «البردة الجديدة»، عام 1951م.
- «جرح الإباء»،1980م.
- «رسالة إلى ليلى»،1981م.
- «و لا يأس»، 1998م.(نشر بعد وفاته).
- ثم جُمعت دواوينه في «الأعمال الشعرية الكاملة»، وقد صدرت عام 1999م عن «بيت الأفكار الدولية.
- وله مؤلفات دينية وأدبية، تدل على موقفه من قضايا الأدب والشعر، وعلى الأخص

كتاباه «جناية الشعر الحر»،1982م. و «بين الأصالة والحداثة»، نقد ومختارات، 1986.